# Omar Fayad
Omar Fayad Meneses (Zempoala, Hidalgo; 26 de agosto de 1962), conocido como Omar Fayad, es un político mexicano, miembro del Partido Verde Ecologista de México. Fue gobernador de Hidalgo entre 2016 y 2022.
Fue senador por el estado de Hidalgo, donde presidió la Comisión de Seguridad Pública, entre 2012 y 2016.

## Biografía

### Estudios
Es licenciado en derecho por la Universidad Nacional Autónoma de México, también cuenta con una maestría en Seguridad Pública y Ciencias Sociales por el Instituto Mexicano de Investigación y Desarrollo en Ciencias Policiales.[cita requerida]

### Trayectoria administrativa
Se ha desempeñado como Jefe de los Departamentos de Documentación Jurídica y Ejecutiva de la PGR (1985-1986); Jefe del Departamento de Estudios Legislativos de la PGR (1986-1987); Subdirector de Estudios Legislativos de la PGR (1987-1988); Subdirector de Docencia en el Instituto Nacional de Ciencias Penales INACIPE (1989-1991); Director de Información Jurídica en INACIPE (1991-1992); Director de Operación Regional, zona norte, de la Coordinación de la Descentralización Educativa de la SEP (1992-1993); director general del Instituto Hidalguense de Educación Básica y Normal (1993-1994); director general encargado del Instituto Hidalguense de Desarrollo Cultural e Investigaciones Sociales (1994); secretario de Educación Pública de Hidalgo (1994-1996); procurador general de Justicia de Hidalgo (1996-1998); coordinador de Asesores en la Subsecretaría de Seguridad Pública de la SEGOB (1998-1999): secretario de Agricultura en Hidalgo (2003-2005); Secretario de Desarrollo Social de Hidalgo (2005-2006). También fue docente en la UNAM, en La Salle, en la Universidad Americana de Guerrero y en el Instituto de Formación de la Policía Judicial Federal.
Primer Comisionado de la Policía Federal Preventiva (1999); administrador general de Aduanas de la SHCP (1999-2000); vicepresidente para América Latina de la Organización Mundial de Aduanas (1999-2000).
El 15 de junio de 2023 presentó su renuncia al PRI después de una militancia de más de 40 años en el partido.

### Primeros cargos políticos
Diputado federal en la LVIII Legislatura (2000-2003), fue secretario de la Comisión Especial de Seguridad Pública, integrante de las Comisiones de Comunicaciones, Gobernación y Seguridad Pública; diputado federal del Estado de Hidalgo en la LXI Legislatura, Distrito I, Huejutla de Reyes, Hidalgo (2009-2012) y fue presidente del Comité del Centro de Estudios de Derecho e Investigaciones Parlamentarias, Secretario de las Comisiones de Fortalecimiento al Federalismo e Integrante en la Comisión del Distrito Federal y de Seguridad Pública; Senador de la República por el Estado de Hidalgo en la LXII Legislatura, fue presidente de la Comisión de Seguridad Pública.
Delegado del CEN del PRI en Yucatán; Delegado Especial del CEN del PRI en los procesos electorales en Tepic, Nuevo Laredo, Villahermosa y Morelia; Vicepresidente de la Federación Latinoamericana de Ciudades, Municipios y Asociaciones Municipalistas (FLACMA); Precandidato al Gobierno de Hidalgo (2005); Presidente Municipal de Pachuca, Hidalgo (2006-2009); Presidente de la Federación Nacional de Municipios de México (FENAMM) (2007); Presidente de la Conferencia Nacional de Municipios de México (CONAMM) (2008); Presidente del Comité Directivo Estatal del PRI en Hidalgo (2010-2012).
Fue Consejero Político Estatal y Nacional del PRI; Presidente del Consejo Consultivo de la FENAMM; y Vicecoordinador de la Comisión de Seguridad y Justicia de la Conferencia Nacional de Gobernadores, CONAGO.
| Comisiones como senador | Puesto     | Fecha Inicial | Fecha Final |
| --- | ---------- | ------------- | ----------- |
| Seguridad Pública (C. Senadores)                                                                                               | Presidente | 27/09/2012    | 31/08/2015  |
| Tercera Comisión de Trabajo: Hacienda y Crédito Público; Agricultura y Fomento; Comunicaciones; y, Obras Públicas (Com. Perm.) | Secretario | 07/05/2014    | 31/08/2014  |
| Comunicaciones y Transportes (C. Senadores)                                                                                    | Integrante | 21/11/2013    | 31/08/2015  |
| Gobernación (C. Senadores) | Integrante | 04/10/2012    | 31/08/2015  |
| Justicia (C. Senadores) | Integrante | 27/09/2012    | 31/08/2015  |
| Primera Comisión de Trabajo: Gobernación, Puntos Constitucionales y Justicia (Com. Perm.)                                      | Integrante | 07/05/2014    | 31/08/2014  |
| Radio, Televisión y Cinematografía (C. Senadores)                                                                              | Integrante | 27/09/2012    | 21/11/2013  |
| Relaciones Exteriores, Europa (C. Senadores)                                                                                   | Integrante | 27/09/2012    | 04/10/2012  |

### Gobernador de Hidalgo
Fayad Meneses se nominó candidato del PRI, PVEM y Nueva Alianza a la gobernatura del estado, resultando electo para el periodo (2016-2022), sucediendo en el cargo a Francisco Olvera Ruiz.
Omar Fayad Meneses rindió protesta como gobernador de Hidalgo el 5 de septiembre de 2016, en una ceremonia en la que aseguró que entre las prioridades de su administración estará el combate a la corrupción. Fayad Meneses anunció la creación de un sistema estatal anticorrupción «para prevenir, detectar y sancionar hechos de esta naturaleza».

## Renuncia al PRI
A través de un tuit el exgobernador anunció su renuncia al Partido Revolucionario Institucional, «Desafortunadamente, las actuales condiciones del partido son diferentes. Las posibilidades de participación política se han visto coartadas para los que siempre hemos pensado independiente y asumido puntos de vista que en un partido incluyente se deben de valorar y respetar», expresó.

## Vida personal
Está casado con la reconocida actriz de la televisión mexicana Victoria Ruffo con quien tiene dos hijos y un hijastro.
El 28 de marzo de 2020 informó que había sido diagnosticado con COVID-19, diez días después de haber tenido contacto con el presidente Andrés Manuel López Obrador.